# Maigret und das Schattenspiel
Maigret und das Schattenspiel (französisch: L’Ombre chinoise) ist ein Kriminalroman des belgischen Schriftstellers Georges Simenon. Er gehört zur ersten Staffel von 19 Romanen der insgesamt 75 Romane und 28 Erzählungen umfassenden Reihe um den Kriminalkommissar Maigret. Der Roman entstand im Dezember 1931 in Cap d’Antibes und erschien bereits einen Monat später, im Januar 1932, beim Pariser Verlag Fayard. Die erste deutsche Übersetzung Maigret und der Schatten am Fenster von Milo Dor und Reinhard Federmann veröffentlichte Kiepenheuer & Witsch im Jahr 1959. 1982 brachte der Diogenes Verlag eine Neuübersetzung von Claus Sprick unter dem Titel Maigret und das Schattenspiel heraus.
Eine Concierge ruft Kommissar Maigret mitten in der Nacht an die Place des Vosges, wo der Besitzer eines Labors für pharmazeutische Heilmittel erschossen wurde. Der offenstehende Safe lässt auf einen Raubmord schließen. Doch die Aufmerksamkeit Kommissar Maigrets wird durch das Schattenspiel hinter den erleuchteten Fenstern des Hauses gefangen genommen. Er hegt die Vermutung, dass der Täter nicht von außen kommt, und ermittelt im persönlichen Umfeld des Toten, in dem es drei Frauen und einen auf die schiefe Bahn geratenen Sohn gibt.

## Inhalt

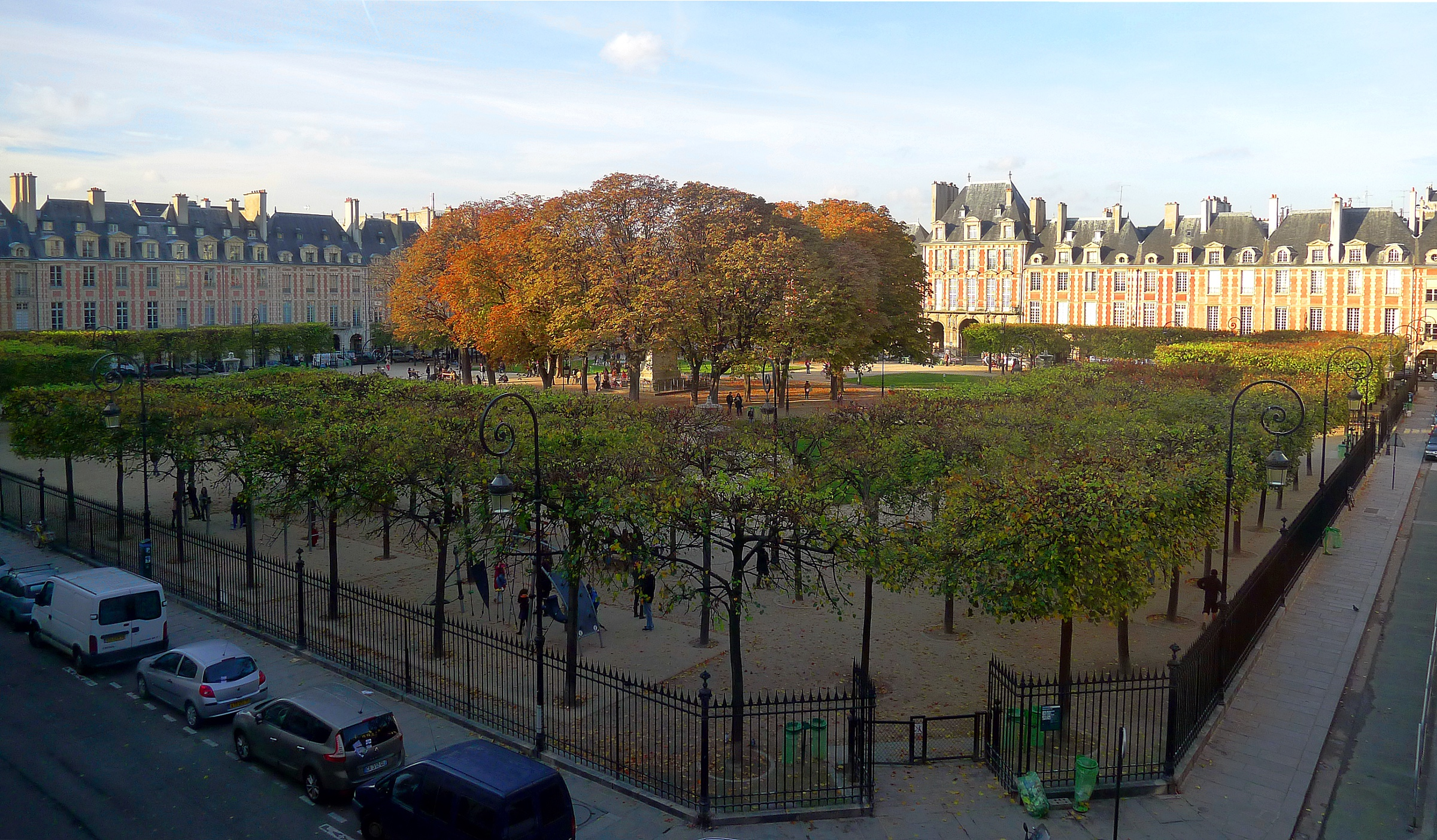
Place des Vosges in Paris

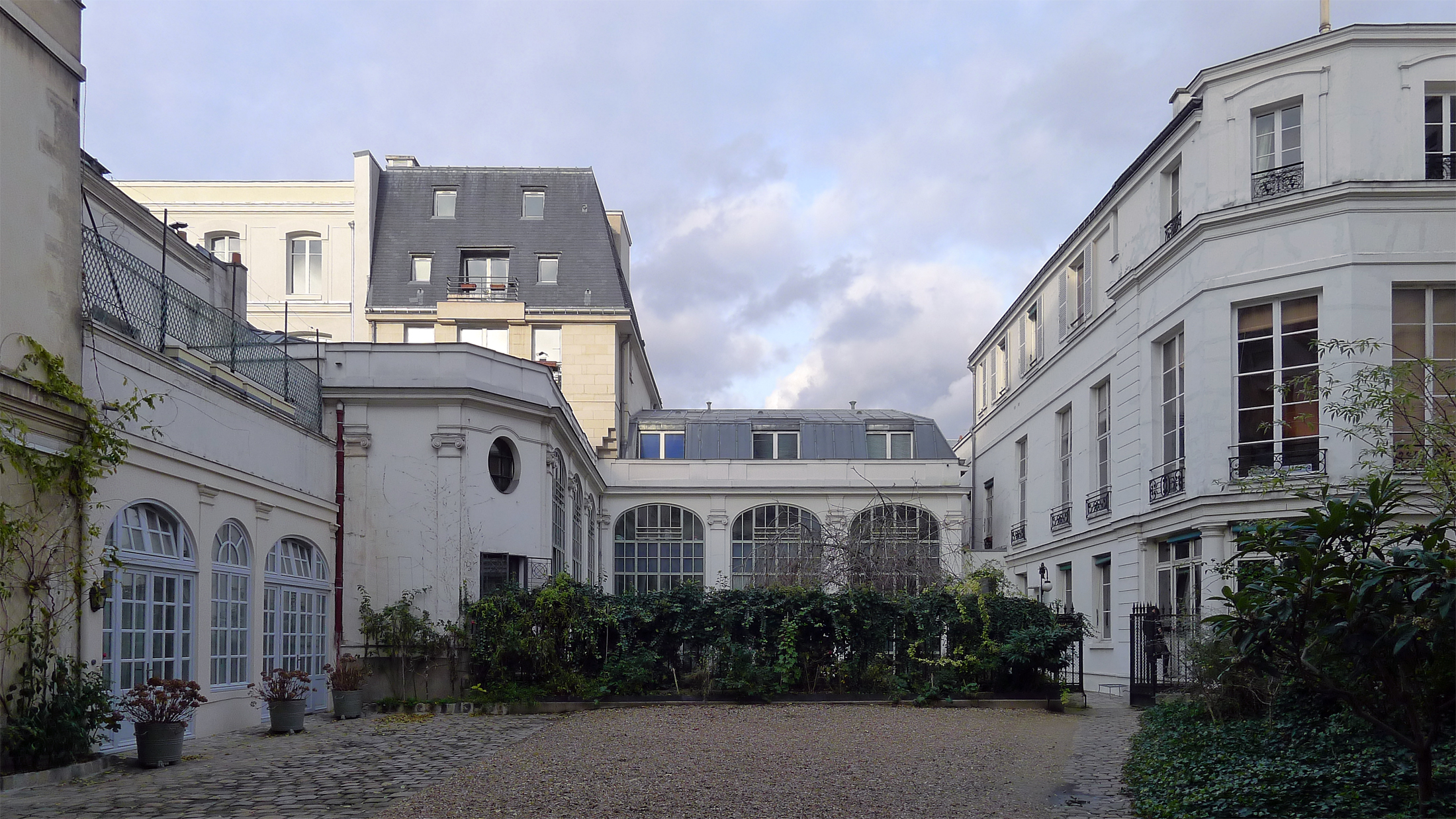
Hinterhof der Place des Vosges N°21

Paris, Place des Vosges 61 in einer kalten Novembernacht: Raymond Couchet, der Inhaber eines Pharmazielabors, das die bekannten Seren Dr. Rivières vertreibt, wird erschossen in seinem Büro im Hinterhof des Gebäudes aufgefunden. Die anstehenden Gehaltszahlungen in Höhe von 360.000 Francs fehlen, der Geldschrank steht offen, wird jedoch durch Couchets Leiche versperrt, so dass in Kommissar Maigret schnell der Verdacht aufsteigt, es handle sich nicht um einen einfachen Raubmord, da der Diebstahl dem Mord vorausgegangen sein muss.
Am Tatort findet sich Couchets Geliebte Nine Moinard ein, eine Tänzerin des Kabaretts Moulin Bleu, die am Place Pigalle lebt und mit Couchet für den Abend verabredet war. Und mehrfach macht das Ehepaar Martin aus dem zweiten Stock auf sich aufmerksam, das an den Mülleimern im Innenhof etwas zu suchen scheint. Juliette Martin war Couchets erste Ehefrau. Sie beklagte sich während der Ehe permanent über die Erfolglosigkeit ihres Mannes, ließ sich schließlich scheiden und ehelichte Edgar Émile Martin, einen steifen Beamten bei der Registerbehöre, der mit seiner Pension eine bessere Partie versprach. Doch während Martin sich als antriebslos erwies und keine Karriere machte, musste Juliette voller Neid mit ansehen, wie ihr ehemaliger Ehemann nach der Scheidung mit seinem Pharmalabor Millionen verdiente. Um sich selbst zu beweisen, dass er in der Bourgeoisie angekommen war, heiratete Couchet die vornehme Germaine Dormoy, mit der er am Boulevard Haussmann wohnte, ohne dass dies den emporgekommenen Kleinbürger daran hinderte, sich eine einfache Freundin zu nehmen, der er sich stärker verbunden fühlte.
Ein aufgefundenes Testament begünstigt alle drei Frauen in Couchets Leben, Juliette, Germaine und Nine, zu gleichen Teilen am Erbe. Nur Roger Couchet, der Sohn aus erster Ehe, soll kein Geld erhalten. Er ist ein antriebsloser junger Mann, der abhängig vom Narkotikum Äther ist und sein Leben am Montmartre ausschließlich vom erbettelten Geld seines Vaters fristet. Unvermeidlich gerät der Sohn ins Visier Maigrets, der den Herumtreiber ohne Alibi als Dieb der 360.000 Francs in Betracht zieht. Noch am gleichen Tag verübt Roger Suizid, indem er aus seinem Hotelfenster springt. Kurz darauf verliert noch jemand die Nerven, den Kommissar Maigret zuvor intensiv verhört hat: Martin will sich mit gepacktem Koffer per Bahn nach Belgien absetzen, wird jedoch vom mitgereisten Kommissar kurz vor dem Grenzübergang gestellt und wieder zurück in seine Wohnung geleitet.
Dort stellt sich heraus, dass Martins Flucht bloß den Verdacht von seiner Ehefrau ablenken sollte. Zwar war Martin tatsächlich der Dieb der 360.000 Francs. Doch er stahl das Geld aus dem verlassenen Büro nur auf Anweisung Juliettes, die zuvor von ihrem Fenster aus den Tagesablauf ihres Ex-Mannes ausgespäht hatte. Martin erwies sich in doppelter Hinsicht als untauglicher Dieb: Er ließ einen Handschuh am Tatort zurück, und als ihn Gewissensbisse plagten, warf er die Beute in die Seine. Juliette, die den Fauxpas ihres Mannes beobachtete, begab sich mitsamt einer eingesteckten Pistole in Couchets Büro, um den Handschuh zu entsorgen. Sie wurde jedoch von ihrem zurückkehrenden Ex-Mann überrascht, der sie für die Diebin halten musste, und erschoss ihn. Als sie ihre Pistole bei den Mülleimern versteckte, beobachtete sie ihr Sohn, der wie so oft Geld von seinem Vater leihen wollte. Roger reimte sich das Geschehen zusammen, zu dem er jedoch schwieg, bis er am Ende keinen anderen Ausweg mehr sah, als entweder seine Mutter zu verraten oder selbst die Tat auf sich zu nehmen, ein Dilemma, dem er meinte nur durch Selbstmord entrinnen zu können. Auch Juliette befindet sich nahe am psychischen Zusammenbruch, weil ihr feiger Ehemann das so heftig begehrte und mit so vielen Komplikationen geraubte Geld wegen aufkeimender Schuldgefühle einfach wegwarf. Dass Couchet seine erste Ehefrau trotz ihrer zerrütteten Ehe in seinem Testament bedachte, erweist sich als letzte Ironie, denn als verurteilte Mörderin wird Juliette, der es stets nur um das Geld ihres Ex-Mannes zu tun war, keinen Centime von diesem erhalten. Mit diesem Bewusstsein verliert sie den Verstand und wird in die Psychiatrie verbracht. Monsieur Martin bleibt als gebrochener Mann allein im Treppenhaus zurück.

## Interpretation
Laut Stanley G. Eskin zeichnet Simenon in Maigret und das Schattenspiel ein „düsteres Familiendrama“, in dem Erfolg (der Aufstieg Raymond Couchets) und Versagen (in Person der Schwächlinge Martin und Roger Couchet) einander gegenübergestellt werden. Joachim Campe sieht dieses Familiendrama mit den Mitteln des analytischen Dramas dargestellt, in dem die Konflikte der handelnden Personen auf ihre familiären und erotischen Beziehungen reduziert werden. So übernehme der Besuch Madame Martins im Kommissariat die Aufgabe einer Exposition, in der die beiden Gegenspieler des Dramas aufgebaut werden. Der folgende Dialog ist geprägt durch Madame Martins Theatralik, während Maigret, anders als in klassischen Tragödie, ein kühler, nicht ins Geschehen involvierter Beobachter bleibt. Den Gegenpol zur vorgeführten „Antifamilie“ bildet Madame Maigret und ihre angereiste elsässische Verwandtschaft, die jene familiäre Wärme vermitteln, die zwischen den Couchets und Martins den ganzen Roman hindurch nicht spürbar war.
Tilman Spreckelsen fasst den Roman zusammen: „Ein ermordeter Fabrikant hinterläßt drei Witwen: Die Ehefrau, die Ex-Frau und die Geliebte, die nun mit wechselndem Einsatz um’s Erbe rangeln.“ Dabei gehört Maigrets Sympathie laut Josef Quack einzig der Frau, die am Ende leer ausgehen wird, nämlich der Geliebten Nine. Die drei Frauen bildeten eine „Psychologie der sozialen Schichten“. Laut Joachim Campe symbolisiert jede der Frauen eine Klasse: Madame Dormoy das Großbürgertum, Madame Martin das Kleinbürgertum und Nine die Subkultur. Dabei zeichnet Simenon ein statisches, undurchlässiges Gesellschaftsbild, in dem jede Figur in ihrem angestammten Milieu verharrt, von dem zu lösen sich als unmöglich erweist. So heißt es von Nine an einer Stelle, dass sie niemals zu Geld kommen wird, und auch Raymond Couchet, dem es als einziger gelingt, die Schranken von Milieu und Klasse zu durchbrechen, wird im Großbürgertum nicht heimisch. Er betrügt seine vornehme Frau mit einer einfachen Geliebten, und der soziale Aufstieg rächt sich fast zwangsläufig mit seiner Ermordung. Keines der vorgeführten Milieus, auch nicht das Leben der Oberschicht, wird als wirklich erstrebenswert hingestellt. Den Kontrapunkt zu allen Gesellschaftsformen bilden die Natur in Maigrets impressionistischen Betrachtungen sowie das Zuhause des Kommissars in seiner behaglichen, kleinbürgerlichen Immobilität.
In Simenons statischer Gesellschaftsordnung, in der die Immobilität als das „Anständige“ vorgeführt wird, gilt laut Joachim Campe Madame Martins Wunsch des sozialen Aufstieg als „anomal“. Ihr Motiv erwächst nicht aus einem gesellschaftlichen Konflikt, sondern aus ihrer ureigenen psychischen Deformation, die sogar genetisch durch die Verrücktheit einer Tante erklärt wird. Der Wunsch des sozialen Aufstiegs wird in dieser Sichtweise zu einer beinahe religiösen Versuchung, der es standzuhalten gilt. Ihr Gegenstück ist am Ende des Romans eine Art von Erlösung der Täterin, die bereits beim Begräbnis Couchets anklingt, als Maigrets Vermutungen über Madame Martin mit der christlichen Formel der Erlösung vom Bösen („Libera nos, Domine“) beantwortet werden. Die „Erlösung“ der Mörderin besteht im Wahnsinn, dessen Ausbruch im Schlusskapitel wie eine religiöse Entrückung geschildert wird. Nach Campe überträgt Simenon so einen konkreten gesellschaftlichen Konflikt auf eine metaphysische, gleichsam „ewige“ Ebene.

## Hintergrund

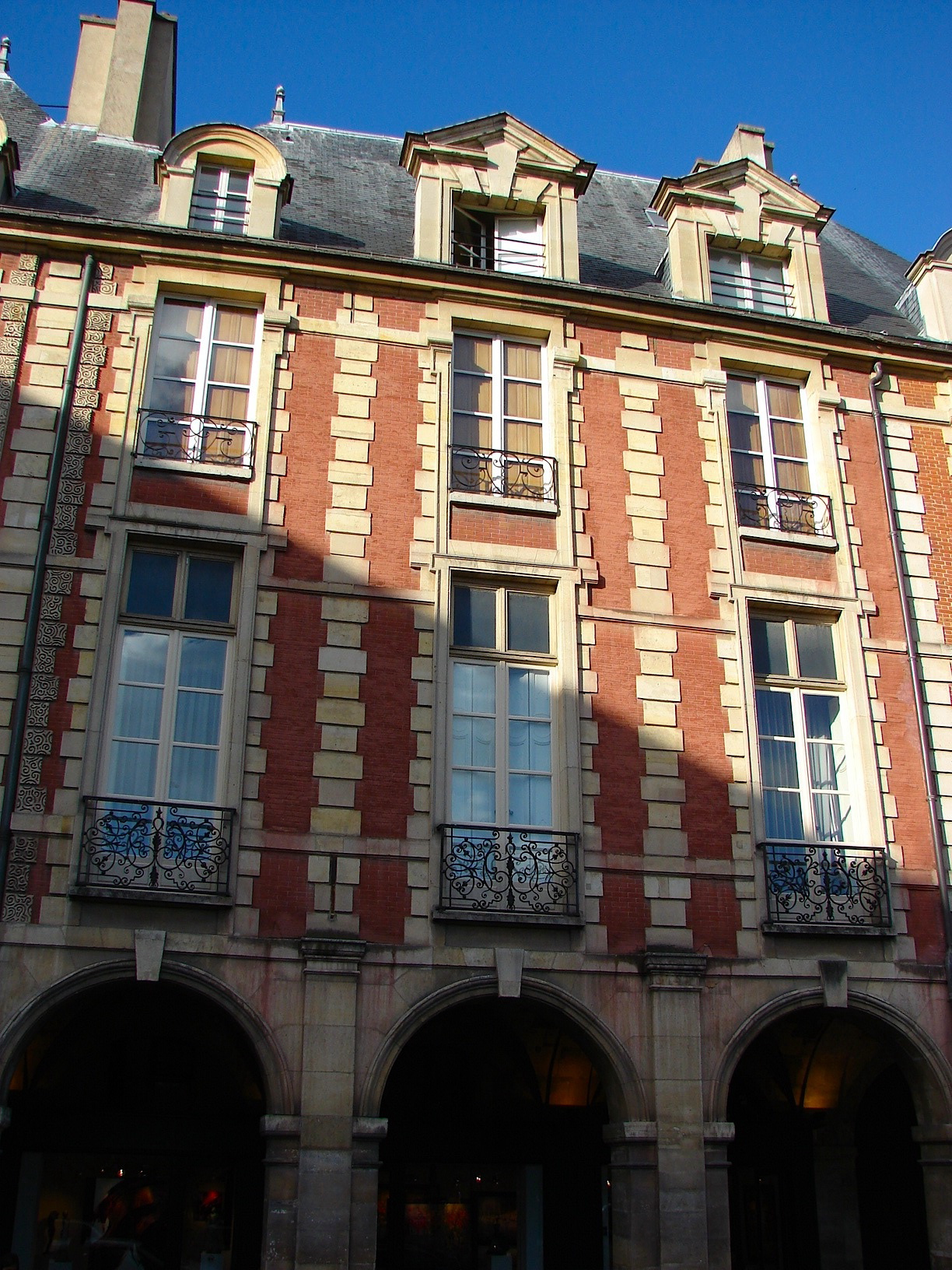
Vorderfront von Simenons ehemaligem Wohnhaus Place des Vosges N°21

Maigret und das Schattenspiel ist einer der wenigen Fälle aus der Periode der ersten 19 Maigret-Romane, die tatsächlich im formalen Zuständigkeitsbereich Kommissar Maigrets spielen, nämlich in der französischen Metropole Paris. Mit der Place des Vosges wählte Simenon einen ihm vertrauten Handlungsort, an dem er selbst zwischen den Jahren 1924 und 1929 gewohnt hatte. Die im Roman genannte Hausnummer 61 gibt es allerdings nicht; der Platz wird von lediglich 36 Wohnhäusern umsäumt. Details wie die Straßennamen der Umgebung weisen darauf hin, dass Simenon den Schauplatz am Ort seiner ehemaligen Wohnung im Haus N°21 ansiedelte. In dessen Innenhof betrieb seinerzeit auch die Firma Hoffmann-La Roche ein pharmazeutisches Labor.
Der deutsche Verlag Kiepenheuer & Witsch gewann in den 1950er Jahren für seine Übersetzungen der Maigret-Reihe einige bekannte deutschsprachige Schriftsteller. So übertrug 1955 Paul Celan die Romane Hier irrt Maigret und Maigret und die schrecklichen Kinder ins Deutsche. L’Ombre chinoise wurde 1959 von den Österreichern Milo Dor und Reinhard Federmann als Maigret und der Schatten am Fenster übersetzt. Die beiden Autoren machten sich laut Tom Appleton einen Spaß daraus, Kommissar Maigret aus Paris nach Wien zu verfrachten. Zwar war die Übersetzung vordergründig in Standarddeutsch abgefasst, doch habe man heimlich Spuren eines österreichischen Zungenschlags sowie Elemente von Jiddisch, Polnisch, Ungarisch, Tschechisch und Rumänisch eingewoben, ohne dass dies den Kölner Verlagslektoren aufgefallen sei. Nach dem Übergang der Lizenz an den Diogenes Verlag übersetzte Claus Sprick den Roman neu unter dem inzwischen geläufigen Titel Maigret und das Schattenspiel.

## Rezeption
The New York Times fasste den Roman 1964 zusammen: „Maigret arbeitet vor dem Hintergrund achtbarer Mittelschicht-Wohnungen, eines billigen Cabarets und eines schäbigen Hotels an der Place Pigalle, die allesamt anschaulich beschrieben werden, um einen Raubüberfall aufzuklären, der einen ungewöhnlich gut charakterisierten Killer entlarvt.“ Tilman Spreckelsen beschrieb einen „bedrückenden Roman“ mit „furchtbarer Konsequenz“ und Figuren, die „man nicht unbedingt näher kennen lernen“ wolle. Klaus N. Frick las „fast ein Kammerspiel“, das zwar „[k]ein packender Spannungskracher“ sei, dafür aber „ein intensives Schauspiel“, das ihn „von Seite zu Seite mehr packte.“ Frank Böhmert erkannte einen typischen Simenon-Roman über den „‚Alltagsschmutz‘ der Kleinbürger“, der in einem Stil verfasst sei, „dass sich viele schwatzhafte Autoren der Gegenwart ein Beispiel daran nehmen sollten“.
Peter Foord ordnete Maigret und das Schattenspiel unter anderen Romanen aus der ersten Periode der Serie wie Maigret kämpft um den Kopf eines Mannes und Maigret bei den Flamen ein, die einen gut charakterisierten Gegenspieler bieten, mit dem sich Maigret misst. Diese bildeten die Schnittstelle zwischen den klassischen Maigret-Romanen, die komplett aus der Sicht des Kommissars geschrieben sind, und der stilistischen Weiterentwicklung Simenons in den ersten Non-Maigret-Romanen wie Die Verlobung des Monsieur Hire oder Das Haus am Kanal, in denen der Autor vollständig die Perspektive anderer Figuren einnimmt. Für Thomas Narcejac setzte auch ein späterer Non-Maigret-Klassiker wie Das Testament Donadieu, Simenons umfangreichster Roman über den Niedergang einer Familie, dem Familiendrama aus Maigret und das Schattenspiel inhaltlich nichts hinzu. Im Gegenteil fehle ihm gegenüber dem frühen Pendant sogar etwas, nämlich die Figur des Kommissar Maigret.
Die Romanvorlage wurde insgesamt fünfmal verfilmt. Den Folgen in den Serien Maigret mit Rupert Davies (Großbritannien, 1961), Le inchieste del commissario Maigret mit Gino Cervi (Italien, 1966), Les Enquêtes du commissaire Maigret mit Jean Richard (Frankreich, 1969) sowie Maigret mit Bruno Cremer (Frankreich, 2004) schloss sich ebenfalls 2004 die italienische Fernsehserie Maigret mit Sergio Castellitto an, die jedoch nach nur zwei Folgen eingestellt wurde. Im Jahr 2003 produzierten SFB-ORB, MDR und SWR ein Hörspiel in der Bearbeitung von Susanne Feldmann und Judith Kuckart. Es sprachen unter anderem Christian Berkel und Friedhelm Ptok.

## Ausgaben
- Georges Simenon: L’Ombre chinoise. Fayard, Paris 1932 (Erstausgabe).
- Georges Simenon: Maigret und der Schatten am Fenster. Übersetzung: Milo Dor und Reinhard Federmann. Kiepenheuer & Witsch, Köln 1959.
- Georges Simenon: Maigret und der Schatten am Fenster. Übersetzung: Milo Dor und Reinhard Federmann. Heyne, München 1971.
- Georges Simenon: Maigret und das Schattenspiel. Übersetzung: Claus Sprick. Diogenes, Zürich 1982, ISBN 3-257-20734-4.
- Georges Simenon: Maigret und das Schattenspiel. Sämtliche Maigret-Romane in 75 Bänden, Band 12. Übersetzung: Claus Sprick. Diogenes, Zürich 2008, ISBN 978-3-257-23812-9.